# Svenskt porträttgalleri

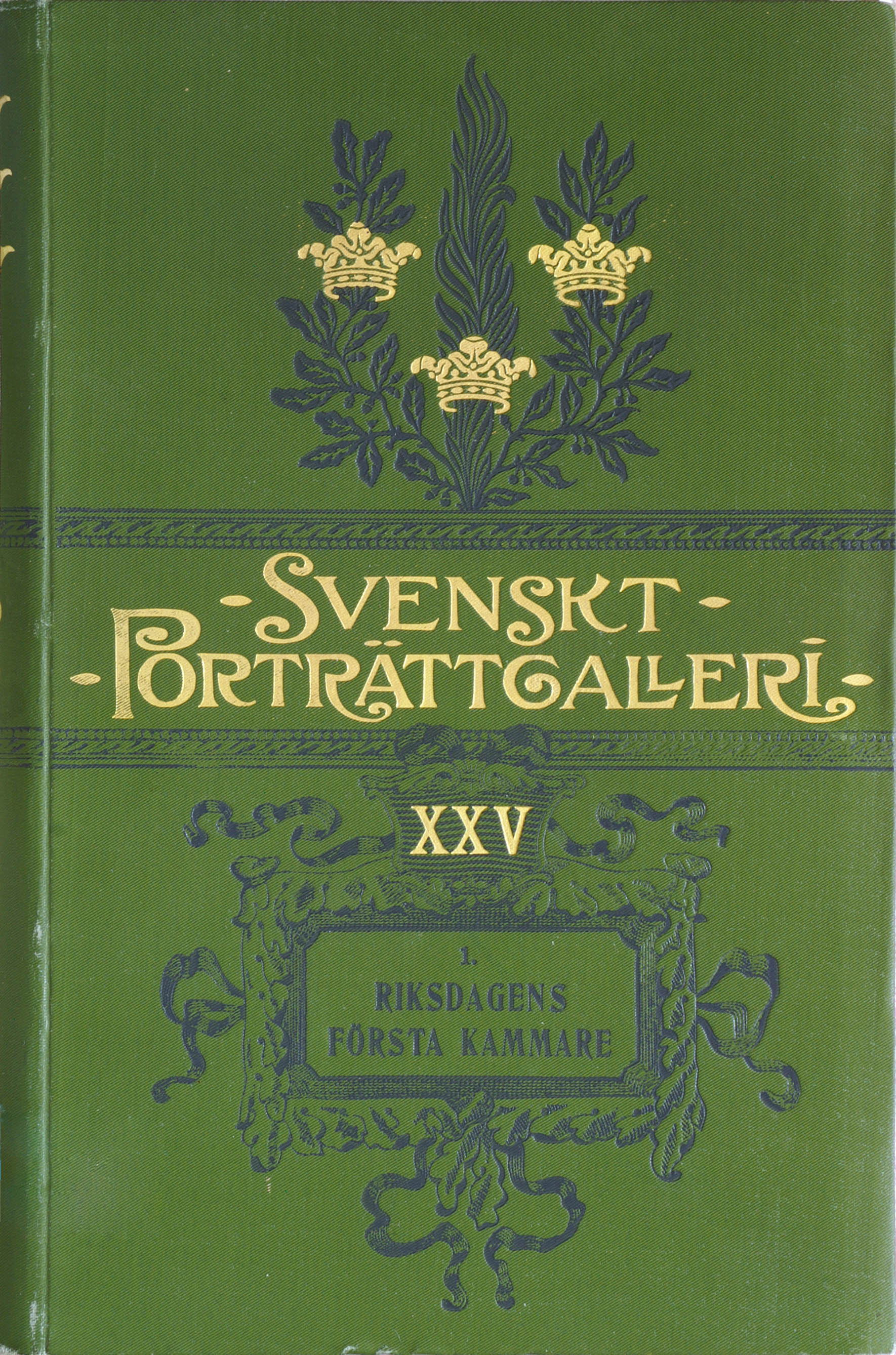
Svenskt porträttgalleri, avdelning XXV, häfte 1,
Riksdagens första kammare

Svenskt porträttgalleri är ett biografiskt uppslagsverk i 26 "avdelningar" i 48 band (av författaren kallade häften), som utkom 1895–1913.

## Bakgrund
Initiativet till utgivningen togs 1895 av bokförläggaren Hasse W. Tullberg och den ombesörjdes av läroverksadjunkten vid Norra Real i Stockholm, Albin Hildebrand. De olika delarna utgavs av särskilda redaktörer med specialkunskaper på det fält varom bandet handlade, Hildebrand själv redigerade de delar som berörde prästerskapet, ingenjörerna och riksdagsmännen samt generalregistret. Bokverket innehåller porträtt och biografiska data över cirka 20.600 svenska "män och kvinnor vilka under närvarande tid verka på det svenska samhällslivets alla viktigare områden och som den stora allmänheten på grund av denna deras verksamhet har intresse att lära känna". De i bokverket lämnade uppgifterna anses vara mycket noggranna och pålitliga.  År 1913 sammanställde Hildebrand ett generalregister omfattande 849 sidor, där kompletterande data lämnas om samtliga omnämnda personer. Samtidigt utgavs samtliga häften än en gång, nu samlade i 17 band, inklusive generalregistret. Denna senare versions första och sjuttonde band finns digitalt återgivna på Projekt Runeberg.
Banden utgavs häftade eller som gröna klotband, präglade och med guldtext. Priset baserades på 1½ öre per porträtt, klotbandet kostade 1:75 kronor extra. Dessutom kunde de specialbeställas i halvfranskt band eller chagrin band mot extra kostnad på 2:00 respektive 4:25 kronor.